# Latent
Latent (lat. latere) kan betragtes som noget der er skjult, nuværende inaktivitet eller er potentielt eksisterende men endnu ikke udløst.

## Eksempler
I specifik sammenhæng kan det betyde:
- Latent varme – den mængde af energi der frigivet eller absorberet af et stof under tilstandsændring.
- Latent geologisk tilstand – jordskælv kan uventet udløses i forkastningszoner.
- Latent medicinsk kondition – eksempelvis en sygdom som er til stede men endnu ikke aktiv.